# Мюцельбург, Адольф
Адольф Мютцельбург (нем. Adolf Mützelburg; 3 января 1831, Франкфурт-на-Одере — 17 января 1882, Берлин) — немецкий писатель.

## Биография
Родился во Франкфурте-на-Одере в 1831 году. С детских лет он был уверен, что станет писателем. Учение давалось ему легко, он много читал, пробовал свои силы в сочинительстве. В тринадцатилетнем возрасте он послал в одну из газет два своих рассказа и был крайне удивлён, когда ему вернули написанное. Познакомившись с творчеством Александра Дюма-отца, Адольф сделался его страстным почитателем. Вскоре он переехал в Берлин, решив посвятить себя литературной деятельности.

## Творчество
Из-под его пера один за другим начинают выходить популярные исторические романы. Особое место в его творчестве занимают продолжения «Графа Монте-Кристо» — особо полюбившегося ему романа его литературного кумира. Отчасти под псевдонимами Юстус Северин и Карл Вердер написал романы: «Luigia Sanfelice» (1851), «Verrat u. Liebe» (1851), «Das Attentat» (1852), «Der Leibeigene» (1852), «Der Sohn des Kaisers» (1853), «Die Pflanzerstochter», «Die Millionenbraut» (1868), «Der Nonnengrund», «Die Enterbten» (1870) и др.